# Gwanyang-dong
Gwanyang-dong (koreanska: 관양동) är en stadsdel i staden Anyang i provinsen Gyeonggi,  i den nordvästra delen av Sydkorea,  18 km söder om huvudstaden Seoul. Den ligger i stadsdistriktet Dongan-gu.

## Indelning
Administrativt är Gwanyang-dong indelat i:
| Namn    | Namn                | Yta i km² | Invånare 31 dec 2019 |
| ------- | ------------------- | --------- | -------------------- |
| 관양1동 | Gwanyang 1(il)-dong | 3,20      | 37 965               |
| 관양2동 | Gwanyang 2(i)-dong  | 1,79      | 19 704               |